# Zwolle
Zwolle je grad i općina u sjeveroistočnoj Nizozemskoj. Glavni je grad pokrajine Overijssel i sa svojih 130 592 stanovnika (1. prosinca 2021.) druga po veličini općina u pokrajini nakon Enschedea. Zwolle graniči s pokrajinom Gelderland i nalazi se istočno od rijeke IJssel.

## Povijest
Arheološki nalazi ukazuju na to da je područje oko Zwollea bilo naseljeno još u prapovijesti. Neolitsko nalazište Woodhenge koji je 1993. godine otkriven u predgrađu Zwolle-Zuid datiran je u razdoblje brončanog doba. U rimsko doba ovo područje naseljavaju Salijski Franci.
Moderni grad Zwolle osnovali su frizijski trgovci i vojska Karla Velikog oko 800. godine. Prethodna inačica današnjeg naziva jest Suolle što znači "brdo". Krajolikom dominira brdo iznad doline kojom teku četiri rijeke koje okružuju grad, IJssel, Vecht, Aa i Zwarte Water, i bio je jedini dio zemlje koji bi ostao suh tijekom čestih poplava. Zwolle je osnovan na padini toga brda.
U najstarijim pisanim izvorima spominje se postojanje župne crkve posvećene sv. Mihaelu Grote of Sint Michaëlskerk, koja je obnovljena u prvoj polovici 15. stoljeća i dan danas postoji. Crkva sadrži bogato ukrašenu propovjedaonicu, djelo Adama Straesa van Weilborcha (oko 1620.), te druge drvene ukrase i orgulje (1721.).
Dana 31. kolovoza 1230. biskup Utrechta dodijelio je Zwolleu gradska prava. Zwolle je postao članom Hanze 1294., a 1361. pridružio se ratu između Hanze i Valdemara IV. od Danske. Stralsundskim ugovorom iz 1370. kojim je okončan rat, Zwolle je dobio vitte, trgovačku koloniju u Scaniji, koja je prije bila dijelom Danske. Zlatno doba Zwollea nastupilo je u 15. stoljeću, posebice od 1402. do 1450. kada se bogatstvo grada povećalo za šest puta.
U srpnju 1324. i listopadu 1361. regionalni su plemići izazvali požar koji je uništio grad. U požaru 1324. samo je devet zgrada izbjeglo plamen.
Zwolle je s Deventerom također bio jedno od središta redovničkog pokreta Braće zajedničkog života. Oko 5 km od Zwollea, na blagoj uzvisini zvanoj Agnietenberg (brdo svete Agneze), nekoć je stajao augustinski samostan u kojem je Toma Kempenac proveo najveći dio svog života i umro 1471.
Godine 1911. Zwolle je imao razvijenu trgovinu rijekama, veliku riblju tržnicu i najvažniju stočnu tržnicu u Nizozemskoj nakon Rotterdama. Važnije industrije u gradu bile su proizvodnja pamuka, željezare, gradnja brodova, bojanje i bijeljenje, štavljenje, izrada užadi i proizvodnja soli.
U Drugom svjetskom ratu Zwolle je sam od Nijemaca oslobodio francusko-kanadski vojnik Léo Major, koji je proglašen počasnim građaninom Zwollea 14. travnja 2005. na 60. obljetnicu oslobađanja grada. U gradu postoji ulica Leo Majorlaan nazvana njemu u čast.

### Blauwvingers
Građani Zwollea kolokvijalno su poznati kao Blauwvingers ("plavoprsti"). Taj je naziv nastao 1682. godine kada se toranj crkve sv. Mihaela urušio. Gradske su vlasti u nedostatku novčanih sredstava odlučili prodati crkvena zvona susjednome gradu Kampenu, no za njih su tražile visoki novčani iznos što su vlasti Kampena ipak prihvatile. Nakon preuzimanja zvona stanovnicima Kampena je postalo jasno da su ona toliko oštećena da su neupotrebljiva. Premda se nisu mogle povući iz ugovora, vlasti Kampena su za osvetu odlučile platiti zvona bakrenim novčićima od četiri duitena (ekvivalent dva i pol centa). Građani Zwollea su u općem nepovjerenju prema Kampenu odlučili točno izbrojiti tu ogromnu količinu kovanica, što je trajalo toliko dugo da su im prsti pomodrili od dodira znoja ruku s bakrom.

## Značajne građevine
Najznačajnija crkva ZWollea je Grote of Sint Michaëlskerk (crkva sv. Mihaela) u kojoj se nalaze veličanstvene barokne orgulje koje je izradio Arp Schnitger, no postoji i nekoliko drugih povijesnih spomenika u Zwolleu. Rimokatolička bazilika Onze Lieve Vrouwe ten Hemelopneming (Gospe od Uznesenja) datira iz 1399. godine. Crkveni toranj Peperbus ("paprenica") jedan je od najviših i najpoznatijih crkvenih tornjeva u Nizozemskoj. Obnovljena gradska vijećnica izvorno je izgrađena 1448.
Važnije građevine u gradu su Sassenpoort (jedna od starih gradskih vrata), gradske zidine, Mosterdmakerstoren ("kula proizvođača senfa") kompleks u kojem se nekada proizvodila lokalna gorušica, cehovska zgrada (1571.), bivši uredi pokrajinske vlade, dominikanski samostan i dva muzeja na Melkmarktu. Stedelijk Museum Zwolle povijesni je i prirodoslovni muzej, a muzej likovne umjetnosti pokrajine Overijssel Museum de Fundatie smješten je u bivšoj Dvorani pravde na trgu Blijmarkt.
U zapadnom dijelu grada zapadno od željezničke stanice smještena je četvrtina secesijskih zgrada, uglavnom u ulicama Koningin Wilhelminastraat, Prinses Julianastraat i Prins Hendrikstraat. Ove stambene kuće trokatnice izgradili su 1900-ih razni nizozemski arhitekti. Jedanaest zgrada je pod zaštitom nizozemske vlade (rijksmonumenten).
Crkva Broerenkerk bila je dio dominikanskog samostana osnovanoga 1465. godine. Samostan je zatvoren 1580. godine, a redovnici protjerani. Od 1640. do 1982. crkva je korištena za protestantske službe. Nakon obnove 1983. – 1988. korištena je za kulturne manifestacije, a danas je knjižara.

## Promet

### Cestovni prijevoz
Zwolle je središte nacionalne mreže autocesta i ulaz u sjevernu Nizozemsku, što je vidljivo po intenzivnom prometu u i oko grada. Autocesta A28 ima četiri izlaza prema Zwolleu, a vodi od Utrechta do Groningena. Proširuje se na 8 traka preko rijeke IJssel i 6 traka od Zwollea do Meppela. Autocesta je izgrađena između 1964. i 1970. i temeljito obnovljena 2010. i 2011. Još jedna autocesta A50 spaja se s A28 zapadno od grada i vodi prema jugu do Apeldoorna i Eindhovena.
Autocesta N35 počinje u Zwolleu gdje čini istočni dio njegove obilaznice, teče kao brza cesta do Almela i nastavlja do Enschedea kao autocesta A35. Kružna cesta je uglavnom cesta s 4 trake i brojnim semaforima koja tvori puni prsten, a također postoji izvan autoceste N337 koja vodi do Deventera. Ostale dionice obilaznice nisu numerirane. Dijelovi obilaznice prošireni su na šest traka 2010. godine. Druge numerirane autoceste koje vode od Zwollea su N331 do Hasselta, N758 do Nieuwleusena, N340 do Ommena i N764 do Kampena.

### Mostovi
Zbog obližnjih rijeka postoji nekoliko velikih mostova u i oko Zwollea. Najvažniji most je most IJssel preko kojeg prolazi autocesta A28. Dovršen je 1970. godine i preko njega prolazi preko 125 000 vozila dnevno. Uz ovaj most nalazi se stariji most IJssel, koji je otvoren 1930. godine i dva je puta uništen tijekom Drugog svjetskog rata. Treći most IJssel je željeznički most (nazvan Hanze boog) kojim prolazi željeznička pruga od Zwollea do Amersfoorta, a od 2012. do Lelystada. Postoji nekoliko mostova preko rijeke Zwarte Water, uključujući dva mosta s 4 trake, most s 2 trake i most za autobuse i bicikliste. Tu je i most preko Vechta, kojim prolazi autocesta A28. Uz ovaj se most nalazi još jedan lokalni most. Trećim mostom prolazi željeznički promet do Leeuwardena i Groningena. Oko povijesne gradske jezgre postoje brojni lokalni mostovi.

### Željeznički prijevoz
Prvi vlak u Zwolle stigao je 6. lipnja 1864. godine. Danas grad ima željezničke veze u osam smjerova (Kampen, Leeuwarden, Groningen, Emmen, Enschede, Arnhem/Nijmegen, Lelystad/Amsterdam i Amersfoort).
Druga željeznička postaja Zwolle Stadshagen otvorena je 15. prosinca 2019.

### Riječni prijevoz
Zwolle se nalazi na ili blizu tri rijeke (Zwarte Water, Vecht i IJssel) i nekoliko kanala (sada napušteni Willemsvaart, Nieuwe Vecht i Overijssels Kanaal i moderni Zwolle-IJssel Kanaal). Postoje neke industrije povezane s vodom u Zwolleu, uglavnom u industrijskom području Voorst.

## Gradovi prijatelji
Zwolle je zbratimljen s njemačkim gradom Lünen.

## Galerija
- Thorbeckegracht i Wijndragerstoren
- Peperbus iz Eekwala.
- Praubstraat
- Sassenpoort
- Thorbeckewal i Vispoortbridge
- "Kuća bogtih fratra" , kasnije kuća Willema Bartjensa
- Pogled na gradsko središte Zwollea
- Orgulje Broerenkerka
- Herman Brood Museum & Experience
- Kapija Prins Hendrikstraat 1-3-5. iz 1902.
- Fontana u blizini Museum de Fundatie

## Vanjske poveznice
- Službena stranica grada, pristupljeno 7. listopada 2023.